# Tambores e Deuses
Tambores e Deuses (Trommler und Götter, em alemã) é um filme teuto-brasileiro de 2001, dirigido pelo cineasta Georg Brintrup.

## Sinopse
Antônio, um menino de rua, brasileiro, acorda ao amanhecer na praia em Salvador na Bahia e assiste o nascer do sol. Os raios, que gentilmente o acariciam, lhe despertam pensamentos estranhos que o levam a uma revelação bíblica: como Deus criou a luz, antes mesmo do sol e da lua? Talvez ele precisasse dela para infundir o espírito no homem e iluminá-lo? E, no entanto, antes de criar a luz, Deus disse: faça-se a luz! Então, a Voz apareceu antes da Luz, e foi um som, um grande estrondo, um trovão, um ritmo de tambor forte. Antônio conclui que o homem hoje não seria capaz de um pensamento lógico, sem esse som de origem.
Nas ruas de Salvador, Antonio conhece Valdyr, um mulato cego, que compensa a perda de visão com o ouvido. Os dois se tornam amigos. Valdyr sabe que o homem, quando começou a pensar, dividiu-se em dois e, a partir desse momento, perdeu a percepção imediata da realidade. Ele deu nome a tudo, conectou os significados com as palavras, e assim, para ele, o mundo mudou. A partir desse momento, seus problemas começaram. Por isso, todos os homens gostariam, depois de tudo, de redescobrir a unidade perdida, sentir-se novamente em paz consigo mesmos. Mas como fazê-lo? O único caminho é alcançar os deuses através desse som de origem, ou seja, através do tambor.
Em busca do som de origem, os dois percorrem ruas e praias da "Roma Negra" , como a cidade de Salvador é chamada devido à sua importância cultural afro religiosa. Eles conhecem diferentes tocadores de tambor e descobrem que o tambor é o instrumento mais antigo que o homem, dividido dele  mesmo, costumava usar para se comunicar com os deuses. O tambor convoca os deuses, convence-os a descer na terra para juntarem-se ao homem. Os dois encontram as filhas-de-santo, médiuns iniciadas que tornam possível restabelecer o antigo vínculo entre homens e deuses e restaurar a unidade primordial. Enquanto os tambores soam, a filha-de-santo se estira como uma corda, seu corpo se torna um instrumento, ele toca, até que vibra ao uníssono com os deuses e fala com a sua voz. Razão e vontade são anuladas, já não contam mais.
Valdyr e Antônio atravessam pela confusão e os ruídos do carnaval e chegam à conclusão de que nem tudo segue as leis do intelecto e da razão. No Brasil, o elemento racional não parece ser predominante. As pessoas não gostam muito de parar, fixar-se em algo. Vivem como imersas em um fluxo contínuo e irrefreável.
Voltando ao mar, os dois se deparam com uma mulher que encarna a tristeza, sentimento tão difundido no Brasil. Valdyr explica a Antônio que a tristeza vai embora por conta própria, se a pessoa a deixa ir. De repente, Antônio sente uma estranha tensão entre a cabeça e o estômago, que o impede de ficar calmo. Valdyr lhe diz que é uma tensão positiva. É como a ligação entre a pele esticada de um tambor e o som. Se a pele não for muito esticada, o tambor não pode emitir som. Desta forma, Antônio descobre que ele é, ao mesmo tempo, instrumento e tocador.

## Bastidores
“Quando o homem começou a pensar, naquele momento iniciou-se a mais maravilhosa e a mais monstruosa das catástrofes naturais.” 

Esta frase, junto a outros trechos do livro Meditazioni Sudamericane (Meditações Sul-Amercianas)  do filósofo estoniano, Hermann Graf Keyserling, naturalizado alemão, está na base do filme-ensaio Tambores e Deuses. Também a obra: Brasil: a terra do futuro  de Stefan Zweig influenciou a visão dos autores do filme sobre o Brasil. O compositor italiano Aldo Brizzi assumiu a direção musical do filme. Seu CD Brizzi do Brasil, contendo músicas escritas para cantores brasileiros e portugueses, nasceu durante as filmagens. Algumas dessas músicas foram escolhidas e dramaturgicamente retrabalhadas por Georg Brintrup no filme (Ex.: Mistério de Afrodite, cantada por Caetano Veloso).

## Crítica
O olhar cinematográfico de um viajante, que quer entender mais sobre o poder da música, cujo significado é tão importante para a formação cultural da identidade na Bahia. O filme apresenta uma visão aguçada do Brasil, com críticas e reflexões que não param na superfície da "brasilidade", mas tentam compreender sua totalidade. Mas dizer isso é pouco para falar sobre o filme. Não é apenas uma leitura antropológica, misturada com filosofia e sociologia, porque estes não são os pressupostos de um trabalho artístico. É um documentário que mistura o olhar europeu sobre nosso país, envolvido pela magia da música, da dança, da paisagem e, até, da nossa língua, dos rituais, com aquilo que é visceralmente nativo e que sempre passa, mesmo que seja filtrado pelo olhar de um estrangeiro.  

("Estreia mundial do novo filme de Georg Brintrup", Teatro do ICBA, Salvador de Bahia em 22.9.2001)
Há alguns anos, o diretor alemão Georg Brintrup lida com a relação recíproca entre som e imagem em seus filmes. Após Symphonia Colonialis (1991) e O trem caipira (1994), ambos sobre a música brasileira, com este novo filme Tambores e Deuses (Tamburi e Dei), que está filmando em Salvador, Brintrup aprofunda seu tema principal. (...) Dentro da considerável lista de obras que fez para televisão, cinema e rádio, Brintrup afirma preferir as obras cujo tema principal é a música e, conseqüentemente, a relação que os homens têm com o som, os ruídos ou com a escuta (audição). "O som tem muito mais força do que a imagem", assim o diretor justifica sua convicção, mesmo que pareça contraditório para aqueles que, como ele, dependem sobretudo da visão. No entanto, ele assumiu a tarefa de construir pontes entre uma linguagem e outra, do som para a imagem, da audição para a visão. 

(Cyntia Nogueira em Correio da Bahia, Folha da Bahia, p. 7 em 7.3.2001)